# 12380 Sciascia
12380 Sciascia è un asteroide della fascia principale. Scoperto nel 1994, presenta un'orbita caratterizzata da un semiasse maggiore pari a 2,7164833 UA e da un'eccentricità di 0,0628282, inclinata di 5,34221° rispetto all'eclittica.
Il nome dell'asteroide è dedicato a Leonardo Sciascia.